# Acer amamiense
Acer amamiense là một loài thực vật có hoa trong họ Bồ hòn. Loài này được T.Yamaz. mô tả khoa học đầu tiên năm 2000.